# 化学エネルギー

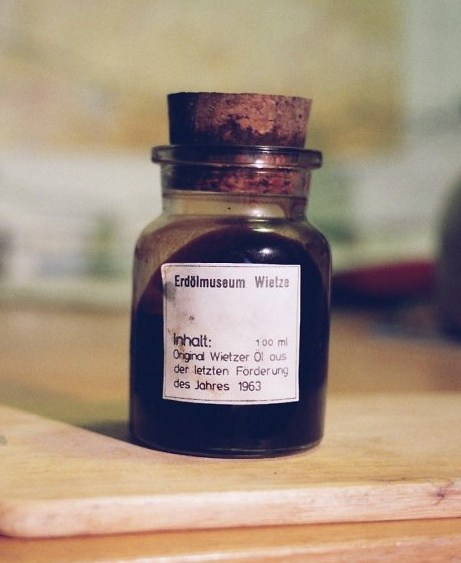
原油 (石油) の試料 (50ml)。石油の化学エネルギーは、ガソリンやディーゼル、その他の石油製品の基礎をなし、人類の文明で広く利用されている。

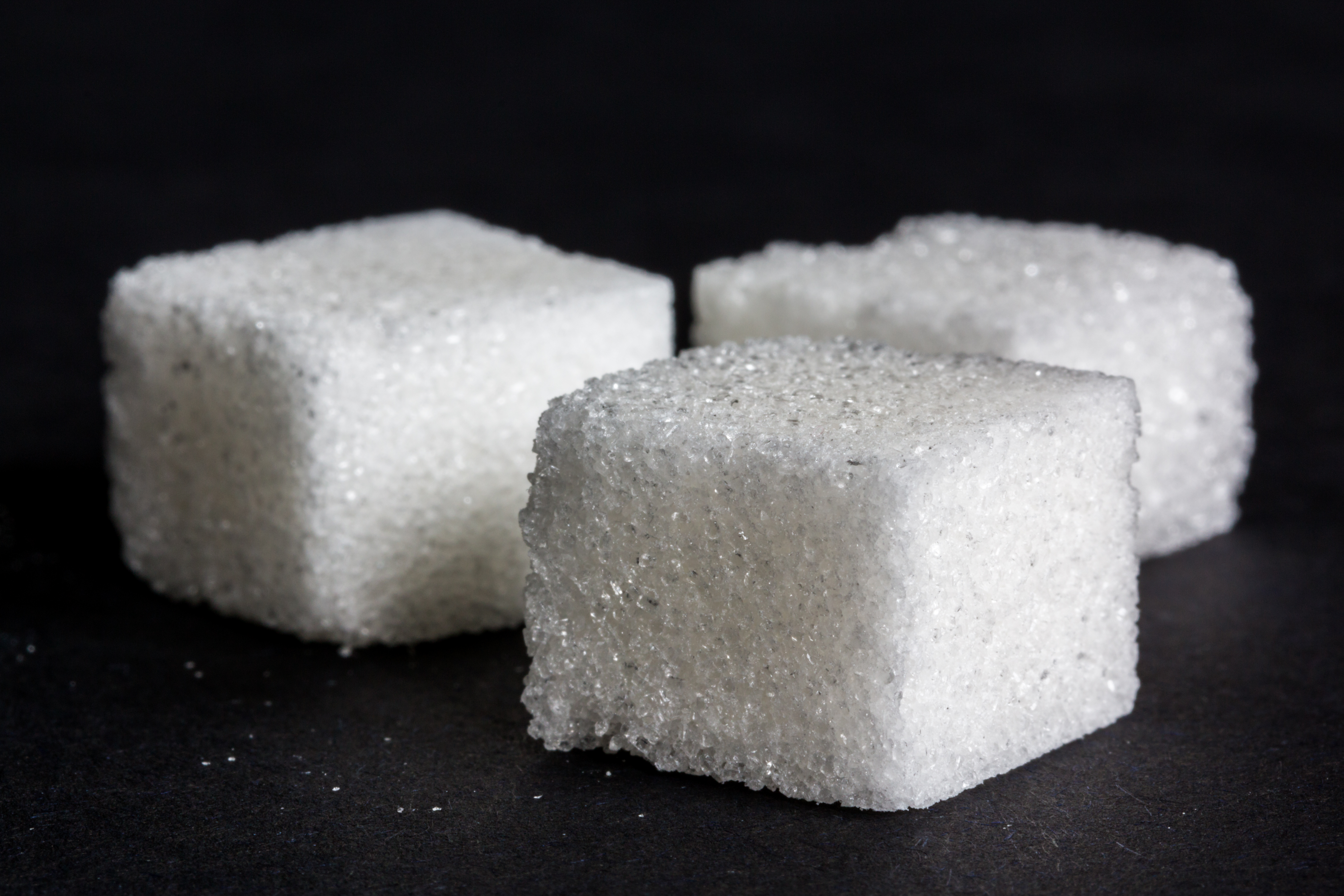
角砂糖：多糖類であるショ糖の形で化学エネルギーを含む。

化学エネルギー（かがくエネルギー、英: chemical energy）とは、化学物質の形でエネルギー担体に蓄積され、化学物質が化学反応を起こして他の物質に変化するときに放出されるエネルギーである。この用語の由来は、1893年に出版されたヴィルヘルム・オストヴァルトの教科書「Chemische Energie（化学エネルギー）」の中で、「化学および内部エネルギー」という用語で、他の形態のエネルギー（機械エネルギー、熱、電気および磁気エネルギー、放射エネルギー）と共に説明されたことに基づく。
化学エネルギーとは、化学反応に影響を与える限りにおいて、原子や分子の電気的な力に関連するエネルギーを巨視的に表現したものである。これは電子の運動エネルギーと、電子と原子核との電磁相互作用的な位置エネルギーに分けることができる。それは、熱エネルギーや原子力エネルギーのような内部エネルギーである。

## 化学エネルギーという用語の使用
化学の分野では、「化学エネルギー」という言葉は用いられない。それは、環境条件を指定することで初めて明確に定義されるためであり、それぞれのケースで別の用語が確立されている。
多くの場合、化学エネルギーとは、ある物質が（一定の圧力で）燃焼することによって放出されるエネルギー、すなわち燃焼エンタルピーを意味する。ヘスの法則によって、関連する化合物の生成エンタルピーを正確に定義することで、物質変換におけるエネルギーを計算することができる。同様の用語に、燃焼熱と発熱量があるが、それぞれ燃焼中に利用できる熱量の最大値を示す。
化学エネルギーと結合解離エネルギーとを混同してはならない。結合解離エネルギーは、特定の化学結合の強さを表す。つまり、結合を切断するために分子に供給しなければならないエネルギーの量を示す。
他の自然科学や工学などでは、化学エネルギーという言葉が、曖昧な形で使われることがよくある。物理学の教育者の中には、この用語の使用を批判する人もいるが（たとえば、『この用語は大まかな方向性を示すために便利であるが、厳密に定義しようとすると難解であることがわかる。これは物理の専門用語としては有用であるが、物理の微積分には不必要であり、理解の妨げになる。』）、現在多くの出版物や教科書に掲載されている。

## 技術システムにおける化学エネルギーの利用

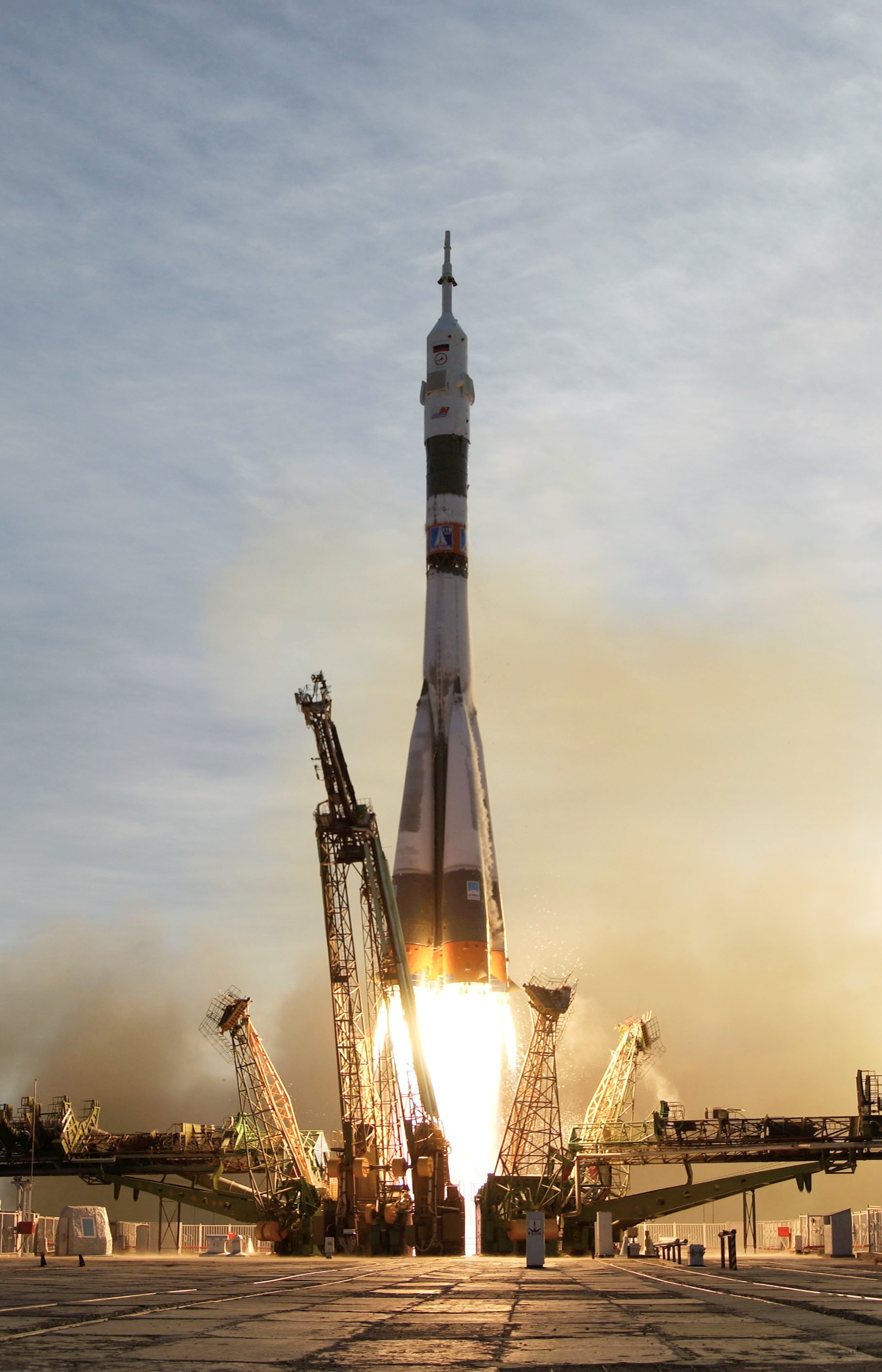
ソユーズロケット打ち上げ

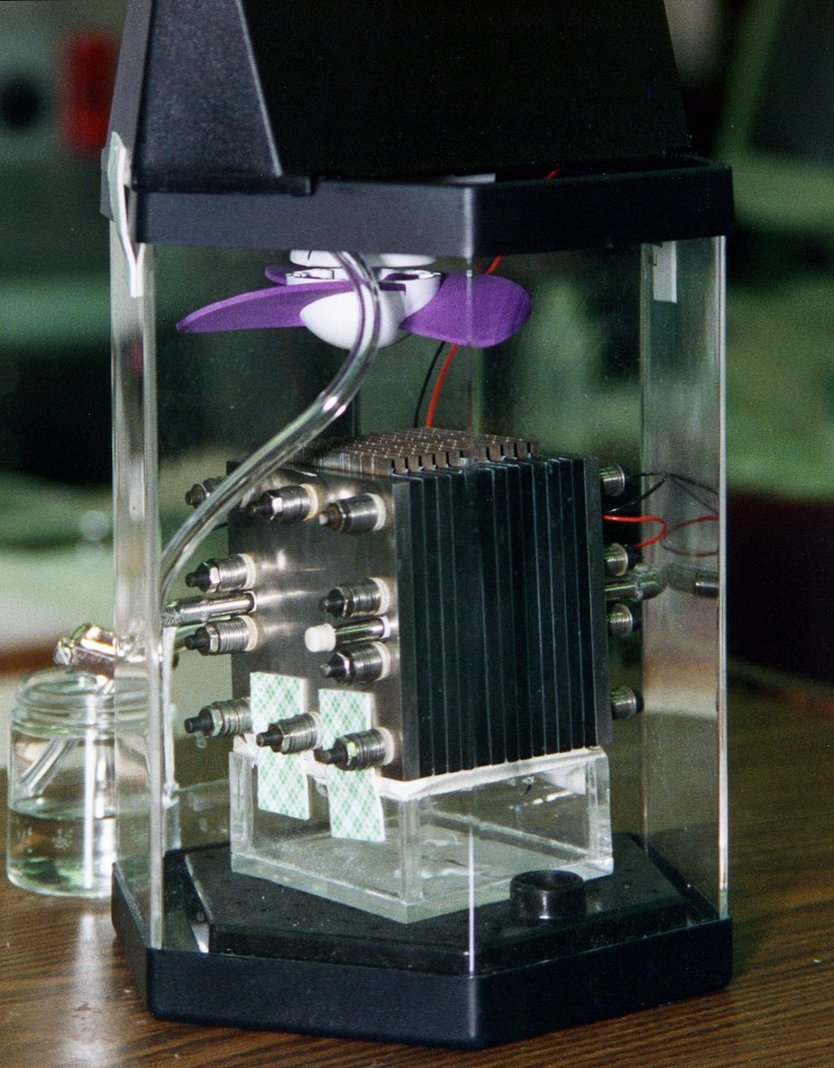
メタノールをエネルギー源とする燃料電池

技術的な観点で見ると、化学エネルギーは燃料に蓄えられ、燃焼することで機械エネルギーに変換され、たとえば自動車の動力源となる。燃料電池は、燃焼による化学反応エネルギーを直接に電気エネルギーに変換することができる。電池を使用すると、電気化学的な酸化還元反応によって、化学エネルギーを直接に電気エネルギーに変換することができる。二次電池は、電気エネルギーを利用する点では電池と同様だが、逆に電気エネルギーを化学エネルギーに変換して蓄えることもできる。

## 生物学的系における化学エネルギーの利用
生物学的な観点から見ると、化学エネルギーは有機食品に蓄えられ、エネルギー担体としてATP分子に転換変換される。緑色植物は光合成の過程で太陽エネルギーを化学エネルギーに変え（主に酸素）、また、ある種の細菌は還元化合物（Fe2+やCH4など）の酸化によりエネルギーを得ている。生体の細胞内では、ATPによって化学的・浸透圧的・機械的な仕事をすることができる。

## 文献
- Wilhelm Ostwald: Lehrbuch der allgemeinen Chemie. II. Band, I. Teil: Chemische Energie. 2., umgearbeite Auflage. W. Engelmann, Leipzig 1893. (Nachdruck: . BoD – Books on Demand. pp. 133–. ISBN 978-3-8457-4220-5. https://books.google.com/books?id=J4F2os1lpgkC&pg=PA133+2013年6月12日閲覧。.)
- Dieter Meschede (2010). Gerthsen Physik. Springer DE. pp. 304–. ISBN 978-3-642-12894-3 2013年6月13日閲覧。. – Kapitel 6.6.8 "Chemische Energie"